# Гора Степана Бандери
Гора Степана Бандери або Орцвері (груз. ორწვერი, სტეპან ბანდერას მთა) — гірська вершина в Хохському хребті Центрального Кавказу (Великий Кавказ), в Казбеґському муніципалітеті, у краї Мцхета-Мтіанеті Грузії, за 11 км на захід від селища Степанцмінда.

## Географія

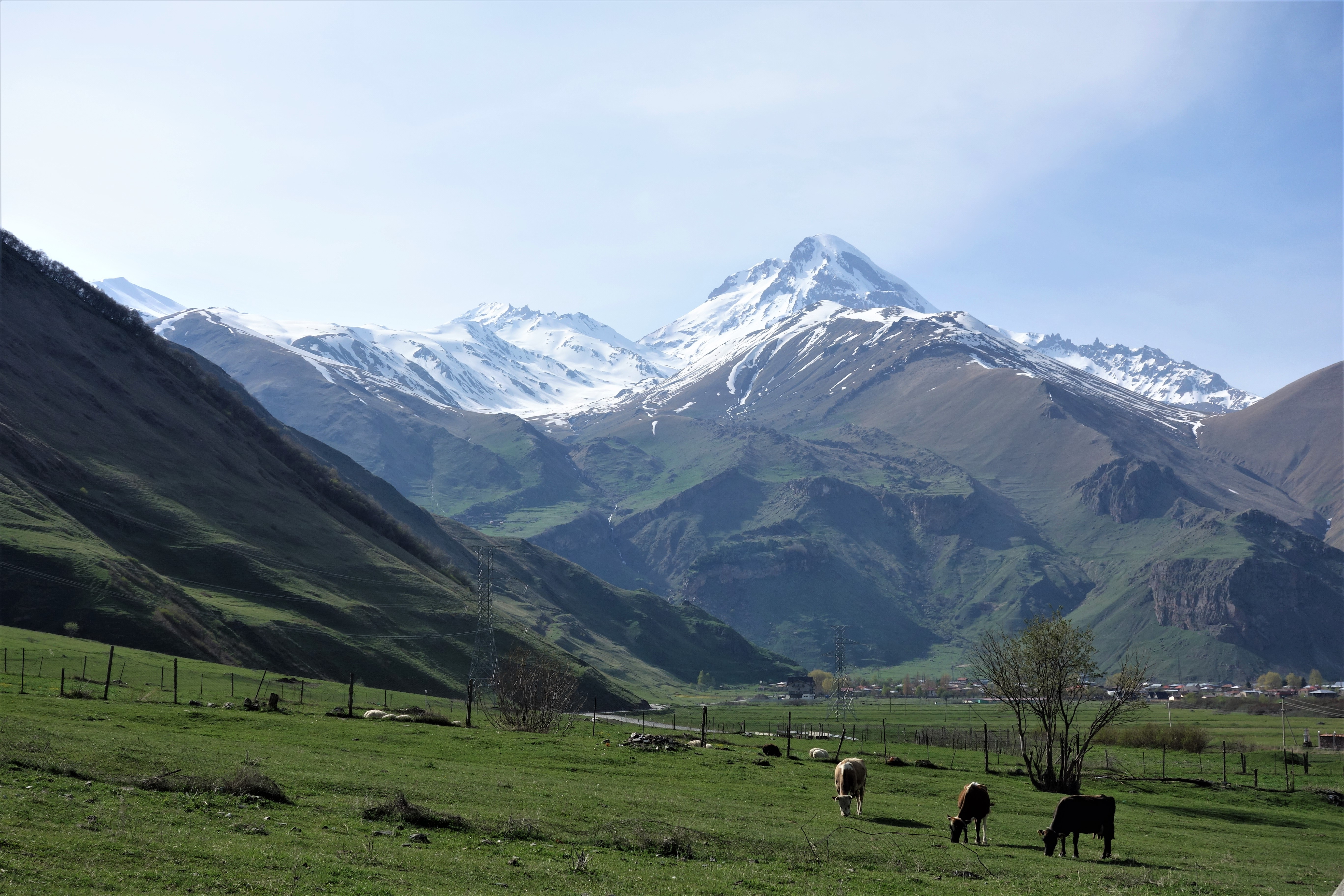
гори Казбек (Мкінварцвері) та Степана Бандери (Орцвері),, Мцхета-Мтіанеті, Грузія

Гора розташована на південь від свого майже на 800 м вищого сусіда, гори Казбек. Вершину часто використовують альпіністи, які планують піднятися на Казбек, для акліматизації.
Гора складена здебільшого з вулканічних порід (переважно з трахіту та андезиту), а сам Хохський гірський хребет, до якого належить вершина — є залишком флангу стародавнього великого вулкана, найвища вершина якого розташовувалася на місці нинішнього конуса Казбеку. Долина Гергети і однойменний льодовик (або льодовик Орцвері) — нині розділяють ці дві вершини.
Абсолютна висота вершини 4272 метри над рівнем морям (за іншими даними — 4258,3 м). Відносна висота — 181 м. Найнижче ключове сідло вершини — Перевал Орцвері, по якому вимірюється її відносна висота, має висоту 4091 м над рівнем моря і розташоване за 0,8 км на північний захід (42°40′34″ пн. ш. 44°30′12″ сх. д. / 42.67611° пн. ш. 44.50333° сх. д.). Топографічна ізоляція вершини відносно найближчої вищої батьківської гори Казбек (5034 м), яка розташована на північ-північний схід, на кордоні з Росією, становить — 2,8 км.

## Сходження
29 липня 2012 року група українських альпіністів на чолі з Мар'яном Нищуком у рамках акції «Герої України — на вершинах світу» підкорила безіменну вершину в Грузії і назвала її іменем Степана Бандери.
Гору заввишки 4272 м протягом трьох днів підкорювали троє львів'ян (Орест Когут, Андрій Солтис, Мар'ян Нищук) і тернополянин Юрій Курило. Після підйому українці на вершині встановили тур і заклали в нього капсулу із запискою, залишили меморіальну дошку «Степан Бандера — Герой України» та червоно-чорний прапор.
Про сходження Мар'ян Нищук поінформував президента Грузії у 2004—2013 роках Міхеіла Саакашвілі, з яким українські альпіністи зустрілися[коли?] в наметовому таборі.
10 вересня 2015 року на вершину Степана Бандери галицькі альпіністи винесли хрест.